# Sociedad Progresiva Femenina
La Sociedad Progresiva Femenina de Barcelona (1898-1926) fou fundada per Ángeles López de Ayala, activista feminista i lliurepensadora. Tenia com a objectiu propugnar els valors feministes i va dedicar la major part de la seva vida a defensar el laïcisme, el republicanisme, el lliurepensament i els drets laborals reclamats pel moviment obrer. Sols a l'etapa final de la seva història se centraria en els drets de caràcter purament polític de les dones, com el sufragi. La seva activitat es va concretar a Catalunya, principalment a la ciutat de Barcelona, i se la pot considerar com la successora de la Sociedad Autónoma de Mujeres de Barcelona.

## Desenvolupament sociopolític

### Etapa inicial
En els seus inicis, la Sociedad Progresiva Femenina es va conformar com  l'associació feminista més reconeguda a Espanya, encara que les seves accions es limitaven a Catalunya.
La seva principal propulsora, Ángeles López de Ayala, va rebre l'ajuda d'altres reconegudes feministes com Teresa Claramunt o Amalia Domingo. Totes tres lluitaven per una mateixa causa, el feminisme, però al mateix temps tenien les seves diferències polítiques. Ayala era una dona principalment republicana, maçona i lliurepensadora, mentre que Teresa Claramunt es declarava anarquista i Amalia Domingo, espiritista.
Aquesta primera etapa feminista de la Sociedad Progresiva Femenina se centraria a apartar les dones de tota influència clerical i transmetre els valors del republicanisme. De fet, argumentaran que sense la prèvia emancipació moral i intel·lectual de la dona, legalitzar el vot femení es traduiria en l'enfortiment dels partits conservadors i favorables a l'Església.
Amb el propòsit de transmetre els valors feministes, lliurepensadors, anticlericals i republicans, la Sociedad Progresiva Femenina va mantenir durant tota la seva trajectòria una sèrie d'escoles (diürnes per als nens i nenes i nocturnes per a les persones adultes), va finançar l'anomenat col·legi lliure i va organitzar companyies de teatre que actuaven en espais obrers.
Es va produir així un acostament progressiu al moviment obrer i a les qüestions polítiques. Ayala va fundar la revista oficial de la societat, El Gladiador (Barcelona, 1906-1909) destinada a la causa feminista. Després dels successos de la Setmana Tràgica, el 1910, va ser substituïda per la revista El libertador (Barcelona, 1910) que s'autoproclamava defensora de les dones i el lliure pensament i El Gladiador del Librepensamiento (Barcelona, 19104-1919).
Des d'un primer moment, la Societat Progressiva es va relacionar amb el partit radical de Lerroux, i aquest acostament es va enfortir amb el pas dels anys. La seva actuació es va centrar en la secularització dels costums i l'acció social de les dones, en l'educació emancipada de la religió i en la formació de les dones en valors cívics.

### Etapa final

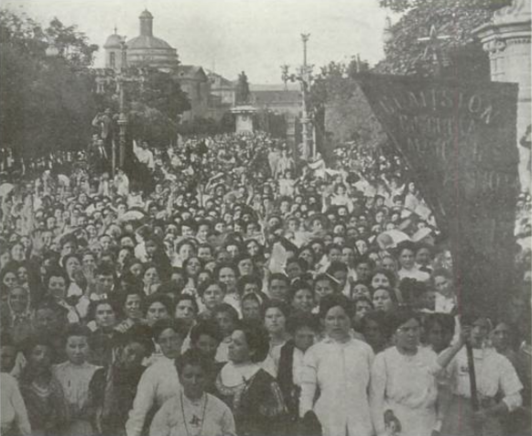
La primera gran manifestació feminista, el 10 de juliol de 1910 a Barcelona.

Aquesta etapa es caracteritzà pel definitiu acostament cap als propòsits lerrouxistes. Las damas radicales, que representaven el republicanisme radical lerrouxista, van començar a compartir vincles amb la Sociedad Progresiva. El 10 de juliol de l'any 1910 es va fer la primera i més important manifestació feminista realitzada fins al momentː es reclamaven per primera vegada, i potser per la influència de les dames radicals, drets polítics per a les dones. Aquesta manifestació va rebre el suport del Partit Radical de Lerroux i va ser organitzada per Ángeles López de Ayala. El 1918, diverses associacions com La Mujer del Porvenir, la Asociación Concepción Arenal i la mateixa Sociedad Progresiva Femenina, es van esforçar per formar un projecte que ampliés els límits regionals, actuant en nom del progrés de la dona a nivell nacional. El resultat va ser la formació del Consejo Feminista de España i la Liga Española para el Progreso de la Mujer o Asociación Nacional de Mujeres Españolas, que va enviar, el 1919, la primera petició integral de vot femení al Parlament espanyol. Aquell mateix any, López de Ayala havia assumit la necessitat del sufragi universal.
La Sociedad Progresiva Femenina es va extingir l'any 1920. Tot i que no podem afirmar-ho, és probable que l'establiment d'una lliga a nivell nacional i la malaltia de la seva principal propulsora fossin les causes principals de la seva desaparició.